# Леонов, Геннадий Алексеевич
Генна́дий Алексе́евич Лео́нов (2 февраля 1947, Ленинград — 23 апреля 2018, Санкт-Петербург) — советский и российский учёный-специалист в области теории управления, кибернетики, механики, член-корреспондент Российской академии наук (2006), иностранный член Финской академии наук и литературы (2017), лауреат Государственной премии СССР (1986), лауреат Премии имени А. А. Андронова РАН (2012), лауреат Премии имени П. Л. Чебышева Правительства СПб и СПбНЦ РАН (2015). В 2016 и 2017 годах по данным Web of Science стал одним из двух самых высокоцитируемых российских математиков (Russian Highly Cited Researchers), в 2019, 2020 и 2021 годах включен (посмертно) в глобальный список высокоцитируемых ученых (Highly Cited Researchers) в области междисциплинарных исследований. В 2022 году стал 13-м среди российских ученых в мировом рейтинге математиков академической наукометрической платформы Research.com.

## Биография
В 1969 году окончил математико-механический факультет ЛГУ и оставлен аспирантом при лаборатории теоретической кибернетики. В 1971 году защитил кандидатскую диссертации «Некоторые вопросы динамики нелинейных систем регулирования». В 1976 году был избран доцентом кафедры теоретической кибернетики математико-механического факультета ЛГУ. В 1983 году защитил докторскую диссертацию «Устойчивость в целом». В 1986 году присвоено звание профессора.
С 1986 по 1988 год был проректором ЛГУ. В 1988 г. избран деканом Математико-механического факультета ЛГУ, руководил факультетом до конца своей жизни (30 лет). В 2006 году избран членом-корреспондентом Российской академии наук, основал и возглавил Кафедру прикладной кибернетики СПбГУ. В 2017 году избран иностранным членом Финской академии наук и литературы.

## Научная деятельность
Область научных интересов: теория управления, динамические системы, кибернетика, электрические машины, компьютерные архитектуры и информационные технологии. Г. А. Леонов основатель научной школы, которая неоднократно признавалась Ведущей научной школой Российской Федерации. В 2008—2009 гг. Ведущей научной школой РФ был признан объединённый научный коллектив под руководством Г. А. Леонова и В. А. Якубовича, в 2014—2017 гг. Ведущей научной школой РФ руководил Г. А. Леонов, а затем передал руководство Н. В. Кузнецову. В 2018 году научная школа Г. А. Леонова стала одной из пяти отмеченных Ведущих научных школ РФ в области математика и механика по приоритетному направлению научно-технологического развития переход к передовым цифровым, интеллектуальным производственным технологиям, роботизированным системам, новым материалам и способам конструирования, создание систем обработки больших объёмов данных, машинного обучения и искусственного интеллекта.

## Математико-механический факультет СПбГУ(ЛГУ)
В 1988 году Г.А. Леонов избран на конкурсной основе деканом Математико-механического факультета и руководил факультетом до конца своей жизни. Определял кадровую политику на факультете, в 2000-х годах имел доверенность и также отвечал за финансово-хозяйственную деятельность факультета (до сентября 2010 года, когда в связи с общей реорганизацией системы управления в университете доверенность была отозвана и полномочия декана по кадровым и финансово-хозяйственным вопросам перешли к проректорам). Г.А. Леонов является организатором на Математико-механическом факультете ПОМИ-потока, Отделения информатики и Научно-образовательного ИТ-кластера на базе современной фундаментальной математики, научно-образовательной площадки факультета в историческом центре Санкт-Петербурга в отдельном здании на 14-й линии Васильевского острова д. 29.

## Кафедра прикладной кибернетики СПбГУ
В 2006 году Г.А. Леонов вместе со своим учеником Н. В. Кузнецовым организовал Кафедру прикладной кибернетики СПбГУ и стал её первым заведующим.
Реализованная на кафедре специальная программа подготовки студентов, соединяющая высокий математический уровень с обучением современным ИТ-технологиям, позволила в короткий срок подготовить на кафедре молодых талантливых специалистов, которые стали сотрудниками кафедры
и с именами которых связан ряд заметных событий в современной науке и образовании в России и за рубежом.Организатор и соруководитель международной научно-образовательной программы Кафедры прикладной кибернетики Математико-механического факультета СПбГУ и Кафедры математических информационных технологий Университета Ювяскюля (Финляндия):23:37.  В 2013 году использовал опыт этой программы при подготовке и проведении первых защит на степень Ph.D. СПбГУ (впервые в современной России присваиваемую самостоятельно университетом) в области математики выпускниками и сотрудниками кафедры.

## Научно-организационная деятельность
В 2011 г. избран представителем от России в управляющий совет Международной федерации по автоматическому управлению (IFAC). В 2016 г. назначен председателем федеральной учебно-методической комиссии по
второй группе специальностей («Математика и компьютерные науки», «Фундаментальная информатика и информационные технологии» и
«Математическое обеспечение и администрирование информационных систем»), где под его руководством были разработаны федеральные государственные стандарты нового поколения.

## Награды, премии, почётные звания
- Государственная премия СССР (1986) — за цикл работ «Теория фазовой синхронизации в радиотехнике и связи»
- Премия Дрезденского технического университета (1989) — за работы по хаотической динамике
- Премия имени А. А. Андронова РАН (2012, совместно с В. И. Некоркиным, В. Д. Шалфеевым) — за цикл работ «Развитие методов синхронизации и анализа периодических и хаотических колебаний в коллективных системах автоматического фазового управления»
- Премия имени П. Л. Чебышева Правительства СПб и СПбНЦ РАН (2015)
- Орден Почёта (2014)[21]
- Орден Дружбы (2007)[22]
- Заслуженный работник высшей школы Российской Федерации (1999)[23]

## Выступления и публикации
- Леонов Г. А., Терехов А. Н., Новиков Б. А., Крук Е. А., Нестеров В. М. Создание на Математико-механическом факультете СПбГУ научно-образовательного ИТ-кластера на базе современной фундаментальной математики // Компьютерные инструменты в образовании. — 2017. — № 2. — С. 42—57.
- Леонов Г. А. Ускоренное научно-техническое развитие в условиях санкций // Вестник Российской Академии Наук. — 2016. — Т. 86, № 3. — С. 280.
- Абрамович С.М.; Александров К.Д.; Костин В.А.; Кузнецов Н.В.; Леонов Г.А.; Оносовский В.В.; Селеджи С.М. Обучение разработке и использованию программных продуктов: об общих аспектах образовательной подготовки математиков и учителей // Дифференциальные Уравнения и Процессы Управления : журнал. — 2016. — Т. 2. — С. 135—150.
- Леонов, Г.А. Некоторые аспекты подготовки IT-менеджеров: специальные курсы и производственная практика – органически связанные части образовательного процесса // Леонид Витальевич Канторович: математика, менеджмент, информатика / Г.А. Леонов, В.И. Кияев, Н.В. Кузнецов … [и др.]. — Высшая школа менеджмента, 2009. — P. 297-528. — ISBN 978-5-9924-0044-1.
- В. А. Якубович и Санкт-Петербургская математическая школа на YouTube. Доклад на совместном заседании Санкт-Петербургского математического общества и Санкт-Петербургского семинара по теории управления 23 июня 2015 года (по материалам статьи Abramovich S., Kuznetsov N. V., Leonov G. A. V. A. Yakubovich -mathematician, "father of the field", and herald of intellectual democracy in science and society (англ.) // IFAC-PapersOnLine. — 2015. — Vol. 48, iss. 11. — P. 1—3.).
- Леонов Г. А. О математическом образовании в России и Санкт-Петербурге. Прошлое, настоящее, будущее // Дифференциальные уравнения и процессы управления. — 2012. — № 2. — С. 4—8.
- Г.А. Леонов: "Наших выпускников ждут банки и страховые компании" // Санкт-Петербургский университет : газета. — 1995. — 15 февраля (№ 5). — С. 2.

## Премия имени Г. А. Леонова в области кибернетики и искусственного интеллекта

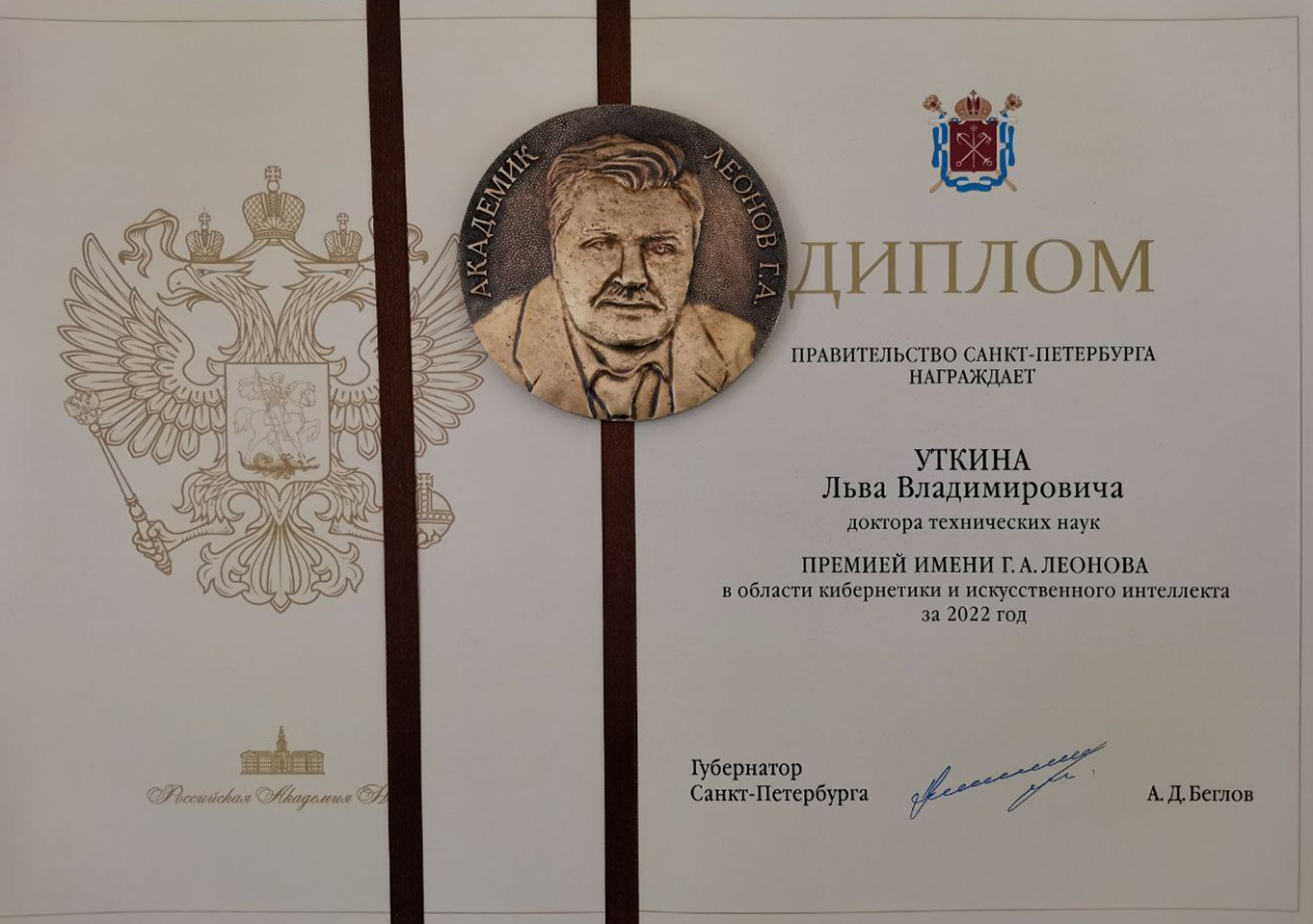
Диплом первого лауреата премии. 2022 год.

14 января 2021 года на встрече с высокоцитируемыми учеными и ректором СПбГУ губернатор Санкт-Петербурга А.Д. Беглов поддержал инициативу учреждения ежегодной городской премии в области кибернетики и искусственного интеллекта имени Г.А. Леонова. В 2022 году был объявлен конкурс на соискание премии Правительства Санкт-Петербурга и Санкт-Петербургского центра РАН в области кибернетики и искусственного интеллекта имени Г. А. Леонова, первым лауреатом которой стал профессор Л. В. Уткин.

## Дополнительная информация
- Н. В. Кузнецов, «Геннадий Алексеевич Леонов и его научная школа». 13-я Мультиконференция по проблемам управления. (видео выступления 07.10.2020)
- Abramovich S., Kuznetsov N., Razov A. G.A. Leonov: eminent scholar, admired teacher and unconventional administrator (англ.) // Journal of Physics: Conference Series. — 2021. — Vol. 1864. — P. 012066.
- Профиль Геннадия Алексеевича Леонова на официальном сайте РАН
- Геннадий Алексеевич Леонов. Личная страница. math.spbu.ru. Дата обращения: 27 мая 2016. Архивировано 28 апреля 2018 года.
- Страница на сайте математико-механического факультета СПбГУ. math.spbu.ru. Архивировано из оригинала 28 апреля 2018 года.
- Список работ Г. А. Леонова на Google Scholar
- Научная школа Геннадия Алексеевича Леонова "Исследования колебательных процессов". Фильм цикла "Матрица Науки" на YouTube
- Kuznetsov N. V., Abramovich S., Fradkov A. L., Chen G. In Memoriam: Gennady Alekseevich Leonov (англ.) // International Journal of Bifurcation and Chaos. — 2018. — Vol. 28, no. 5. — P. 1877001 (5 pages).
- Abramovich S., Kuznetsov N. V., Neittaanmäki P. Obituary: Gennady Alekseevich Leonov (1947-2018) (англ.) // Open Mathematical Education Notes. — 2018. — Vol. 8. — P. 15—21.
- Памяти Геннадия Алексеевича Леонова // Вестник Санкт-Петербургского университет. Математика. Механика. Астрономия. — 2018. — Т. 5(63), вып. 4. — С. 701—704.
- Умер российский ученый-математик декан матмеха СПбГУ Геннадий Леонов. ТПП-Информ. Архивировано 4 мая 2020 года.